# Chitra
Genre
Chitra est un genre de tortues de la famille des Trionychidae.

## Répartition et habitat
Les trois espèces de ce genre se rencontrent en Asie. Ce sont des espèces totalement aquatiques (sauf pendant la nidification terrestre) qui vivent dans des fleuves à fonds sablonneux : le Gange en Inde, l'Irrawaddy en Birmanie etc.

## Description
Ce sont de grandes tortues d'eau douce dont la longueur de carapace peut atteindre 115 cm et la masse 152 kg.
La carapace est molle, le cou est long et épais, et la tête est petite et étroite avec un nez court au bout duquel se trouvent les yeux. Ce sont des prédatrices à l'affût des animaux aquatiques cachés dans les substrats sableux.

## Menaces
Ces tortues sont parmi les plus menacées au monde en raison de la pollution fluviale et de l'exploitation commerciale pour leur viande.

## Liste des espèces
Selon TFTSG (30 juin 2011) :
- Chitra chitra Nutphand, 1986
- Chitra indica (Gray, 1830)
- Chitra vandijki McCord & Pritchard, 2003

## Publication originale
- Gray, 1844 : Catalogue of the tortoises, crocodiles and amphisbaenians in the collection of the British Museum. Edward Newman, London (texte intégral).